# Ẕ
Cette page contient des caractères spéciaux ou non latins. S’ils s’affichent mal (▯, ?, etc.), consultez la page d’aide Unicode.
Ẕ (minuscule : ẕ), appelé Z macron souscrit, est un graphème utilisé dans l'écriture du tahltan ou du zapotèque de Yateé, et dans certaines romanisations. Il s'agit de la lettre Z diacritée d'un macron souscrit.  Il n’est pas à confondre avec le Z trait souscrit ‹ Z̲, z̲ ›.

## Utilisation
Le ẕ est utilisé dans le système de romanisation de l’International Journal of Middle East Studies  pour translittérer le dhal ‹ ذ › en persan ou ottoman. Il est aussi utilisé dans la romanisation DMG du persan, les romanisations GENUNG du persan et du pachto, dans la romanisation BGN/PCGN de l’ourdou, dans les romanisations ALA-LC du persan ou de l’ourdou pour translittérer ‹ ذ ›.
Certains auteurs l’utilisent pour translittérer le ṯāʾ ‹ ث › de l’arabe aljamiado, ou encore pour translittérer le ẓāʾ ‹ ﻅ › arabe.
Dans les romanisations BGN/PCGN du balouchi ou du persan, le ẕ est plutôt utilisé pour translittérer le ḍād ‹ ض ›.
Il a aussi été utilisé dans les romanisations de l’hébreu GENUNG de 1977 ou BGN/PCGN de 1962 pour translittérer le צ mais est remplacé par ‹ ts › dans les romanisations GENUNG 2007 et BGN/PCGN 2018.
Le ẕ est utilisé par certains auteurs pour translittérer la lettre tifinagh ⵌ.
En zapotèque de Yateé écrit avec l’orthographe de la SIL, le z macron souscrit est utilisé pour représenter une consonne fricative rétroflexe voisée [ʐ].

## Représentations informatiques
Le Z macron souscrit peut être représenté avec les caractères Unicode suivants :
- précomposé (latin étendu additionnel) :

| formes    | représentations | chaînes de caractères | points de code | descriptions                              |
| --------- | --------------- | --------------------- | -------------- | ----------------------------------------- |
| capitale  | Ẕ               | Ẕ                     | U+1E94         | lettre majuscule latine z ligne souscrite |
| minuscule | ẕ               | ẕ                     | U+1E95         | lettre minuscule latine z ligne souscrite |

- décomposé (latin de base, diacritiques) :

| formes    | représentations | chaînes de caractères | points de code | descriptions                                          |
| --------- | --------------- | --------------------- | -------------- | ----------------------------------------------------- |
| capitale  | Ẕ               | Z◌̱                    | U+005A U+0331  | lettre majuscule latine z diacritique macron souscrit |
| minuscule | ẕ               | z◌̱                    | U+007A U+0331  | lettre minuscule latine z diacritique macron souscrit |